# Michael Martin (Philosoph)
Michael L. Martin (* 3. Februar 1932; † 27. Mai 2015 in Boston) war ein US-amerikanischer Philosoph. Er erwarb seinen Ph.D. an der Harvard University und lehrte ab 1975 als Professor an der Boston University.

## Werdegang
Martins Forschungsschwerpunkt war die Religionsphilosophie, er hat allerdings auch zur Wissenschaftstheorie der Sozialwissenschaften und Rechtsphilosophie gearbeitet. Martin hat seinen Atheismus in Büchern und Artikeln mit transzendentalen Argumenten gegen die Existenz Gottes verteidigt. Er nannte seine Argumentation für die Nichtexistenz Gottes TANG (Transcendental Argument for the Nonexistence of God). Martin verweist in seiner philosophischen Rechtfertigung des Atheismus, Atheism: a Philosophical Justification auf den geringen Anteil atheistischer Beiträge in der gegenwärtigen amerikanischen religionsphilosophischen Debatte: „Dieses Buch soll den Atheismus nicht populär machen, ihn nicht einmal kulturell sichtbar machen. Ich habe keine utopischen Ziele. Ich möchte lediglich gute Gründe liefern ein Atheist zu sein. Ich möchte zeigen, dass Atheismus eine rationale Position ist und der Gottesglaube nicht. Es ist mir bewusst, dass atheistische Überzeugungen nicht immer vernünftig begründet sind, aber sie sollten es sein.“
Martin vertrat einen methodischen und ontologischen Naturalismus, der jedoch keinen Reduktionismus oder Physikalismus miteinschließt. Konkret geht Martin davon aus, dass die Existenz abstrakter Entitäten und moralischer Fakten einer physikalistischen Ontologie widerspricht. Martins These, dass ethischer Realismus und Atheismus kompatibel seien, ist wesentlich in der Auseinandersetzung mit der subjektivistischen Ethik des australischen Philosophen John Leslie Mackie formuliert. Im Gegensatz zu Mackie geht Martin davon aus, dass moralische Fakten und Eigenschaften ontologisch unproblematische Teile der Natur seien. So wendet er etwa gegen Mackie ein, dass Meinungsverschiedenheiten in ethischen Fragen kein hinreichender Grund seien, um an moralischen Fakten zu zweifeln, da sie sich weder in Struktur noch Ausmaß von naturwissenschaftlichen Meinungsverschiedenheiten unterschieden.
Martin beriet die Secular Student Alliance und war Mitherausgeber der Zeitschrift Philo.

## Werke
- mit M. Foster: Probability, Confirmation and Simplicity. Odyssey Press, New York 1966.
- Concepts of Science Education: A Philosophical Analysis. Scott-Foresman, Chicago 1972, ISBN 0-8191-4479-7.
- Social Science and Philosophical Analysis: Essays on The Philosophy of The Social Sciences. University Press of America, Washington, DC, 1978.
- The Legal Philosophy of H.L.A. Hart: A Critical Appraisal. Temple University Press, Philadelphia 1987, ISBN 0-87722-471-4.
- Atheism: A Philosophical Justification. Temple University Press, Philadelphia 1989, Nachdruck 1992, ISBN 0-87722-943-0. - Digitalisat (Ausgabe 1990).
- The Case Against Christianity. Temple University Press, Philadelphia 1991, ISBN 1-56639-081-8.
- mit L. McIntry: Readings in the Philosophy of Social Science. MIT Press, Cambridge, Mass. 1994, ISBN 0-262-13296-6.
- The Big Domino in The Sky and Other Atheistic Tales. Prometheus Books, Buffalo 1996, ISBN 1-57392-111-4.
- Legal Realism: American and Scandinavian. Peter Lang, New York 1997, ISBN 0-8204-3462-0.
- Atheism, Morality, and Meaning. Prometheus, Amherst, NY 2002, ISBN 1-57392-987-5.
- mit R. Monnier: The Impossibility of God. Prometheus, Amherst, NY 2003/2006, ISBN 1-59102-120-0 / ISBN 1-59102-381-5.

Aufsätze
- Theological Statements, Phenomenalistic Language and Confirmation. In: Religious Studies, No. 14, 1978, S. 217–221.
- The Verificationist Challenge. In: Philip L. Quinn und Charles Taliaferro (Hrsg.): A Companion to Philosophy of Religion, Blackwell, Oxford 1997, S. 204–212.